# Daïra d'Aïn El Turk
La daïra d'Aïn El Turk est une daïra d'Algérie située dans la wilaya d'Oran et dont le chef-lieu est la ville éponyme d'Aïn El Turk.

## Localisation
La daïra d'Aïn El Turk est une circonscription administrative située au nord-ouest d'Oran, le long de la côte de la Méditerranée.

## Communes de la daïra
La daïra d'Aïn El Turk est constituée de quatre communes :
- Aïn El Turk ;
- Mers El Kébir ;
- Bousfer ;
- El Ançor.

Miroud mohamed chef daira